# Nhiễm Ngụy

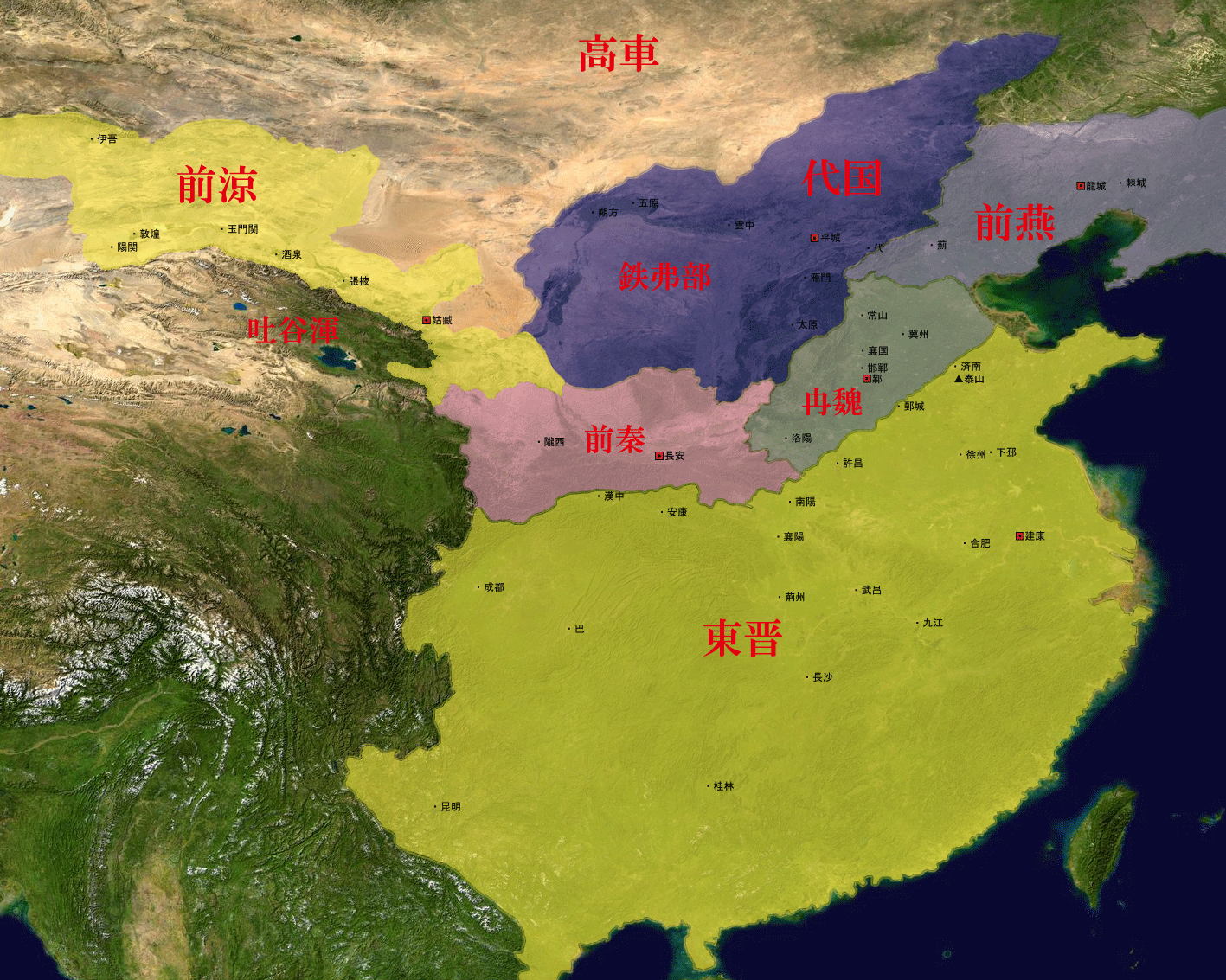
Năm 351
Nhiễm Ngụy
Đông Tấn
Tiền Tần
Tiền Lương
Đại
Tiền Yên

Nhiễm Ngụy là một quốc gia thời Ngũ Hồ thập lục quốc trong lịch sử Trung Quốc do Nhiễm Mẫn thành lập, tồn tại trong thời gian ngắn ngủi từ 350 đến 352 và không được liệt vào 16 nước Ngũ Hồ.

## Thành lập
Nhiễm Mẫn là người Hán ở Ngụy quận làm cháu (nội) nuôi của vua nước Hậu Triệu là Thạch Hổ, được nắm binh quyền trong triều đình.
Năm 349, Thạch Hổ chết, Thạch Mẫn và đại tướng Lý Nông thừa cơ khống chế chính quyền, giết Bành Thành vương Thạch Tuân, lập Nghĩa Dương vương Thạch Giám lên ngôi. Nhưng sau đó Thạch Giám sợ Thạch Mẫn lấn át quyền hành nên mưu giết Thạch Mẫn. Vì vậy Nhiễm Mẫn bắt giam Thạch Giám.
Vì chỉ có người Hán ủng hộ còn người Hung Nô không ủng hộ Nhiễm Mẫn nên Nhiễm Mẫn ra lệnh tàn sát thẳng tay các dân tộc thiểu số. Chỉ riêng ở kinh đô Nghiệp Thành có hơn 20 vạn người bị giết. Cuộc tàn sát khiến cho sau đó người Hung Nô bị suy yếu nhanh chóng, không thể phục hồi sức mạnh.
Năm 350, Thạch Mẫn giết Thạch Giám cùng 5 người con và 28 người cháu của Thạch Hổ, giết sạch gia tộc họ Thạch, ban đầu đổi sang họ Lý, sau đổi lại thành họ Nhiễm, tự lập làm hoàng đế, lấy quốc hiệu là Ngụy, sử gọi là Nhiễm Ngụy.

## Tiêu diệt Hậu Triệu
Nhiễm Mẫn sai người sang Giang Nam kêu gọi nhà Đông Tấn cùng hợp tác đánh lên trung nguyên để tiêu diệt người Hồ nhưng Đông Tấn không thống nhất chủ trương nội bộ nên không ra quân.
Tân Hưng vương Thạch Kỳ lên nối ngôi vua Hậu Triệu ở Tương Quốc, được nhiều người Hồ các tộc Hung Nô, Yết, Chi, Khương ủng hộ, mang quân tiến đánh Nghiệp Thành.
Nhiễm Mẫn thấy tình thế bất lợi, bèn bỏ chính sách tàn sát người Hồ, lại phong cho con là Nhiễm Trí làm Đại Thiền Vu. Sau đó ông đem quân giao chiến với Thạch Kỳ. Nhiễm Mẫn thắng trận, cho quân bao vây Tương Quốc. Thạch Kỳ liên hợp với vua nước Tiền Yên là Mộ Dung Tuấn, thủ lĩnh người Khương là Diêu Dực Trọng và thủ lĩnh người Đê là Bồ Hồng đang làm thứ sử Ung châu. Nhiễm Mẫn không chống nổi liên quân, quân sĩ bị giết chết rất nhiều, phải rút lui.
Tuy nhiên sau khi Nhiễm Mẫn lui quân, phía Hậu Triệu lại có nội loạn. Đô tướng quân Lưu Hiển của Hậu Triệu giết Thạch Kỳ, tự xưng làm hoàng đế. Các thủ lĩnh người Chi là Bồ Hồng và người Khương là Diêu Dực Trọng cũng quay sang đánh nhau để tranh giành Quan Trung.
Tháng giêng năm 351, Bồ Hồng (lúc này đã đổi họ thành Phù Hồng) xưng là Tam Tần vương, Đại Thiền vu ở Trường An, chiếm các vùng phía tây. Con của Phù Hồng là Phù Kiện xưng làm Tần vương, chính thức lập quốc, lấy quốc hiệu là Tiền Tần. Tháng 8 năm 351, các châu phía nam là Lạc Châu, Dự Châu và Hứa Xương hàng Đông Tấn. Đất đai của Nhiễm Mẫn ngày càng bị thu hẹp.
Đầu năm 352, Nhiễm Mẫn mang quân đánh Lưu Hiển ở Tương Quốc. Hiển mang quân ra chống lại bị thua. Mẫn giết chết Hiển, chiếm cứ Tương Quốc. Nhưng vì Tương Quốc đã bị tàn phá nặng, ông phải đưa dân ở đó về Nghiệp Thành.

## Diệt vong
Tình hình loạn lạc ngày càng nghiêm trọng, trong nước thiếu lương, Nhiễm Mẫn phải đi cướp lương ở vùng Thường Sơn, Trung Sơn.
Trong khi đó, ở phía đông thì Chiêu đế Mộ Dung Tuấn của Tiền Yên lệnh cho Mộ Dung Khát, Mộ Dung Bình đem quân đánh nước Ngụy ở Trung Sơn, Triệu, Nam An và các quận, chiếm được U Châu, Ký Châu, dời kinh đô từ Long Thành đến Kế Thành, tiếp tục mở rộng lãnh thổ xuống phía nam, áp sát kinh đô Tương Quốc.
Tháng 4 năm 352 (Vĩnh Hưng thứ 3), Nhiễm Mẫn đụng độ với quân Tiền Yên do Mộ Dung Khát chỉ huy. Hai bên đại chiến ở Xương Thành. Nhiễm Mẫn xung trận một mình giết 300 quân Yên nhưng sau cùng kiệt sức, ngã ngựa và quân Yên bắt sống.
Tháng 5 năm đó, Nhiễm Mẫn bị giải về kinh đô Long Thành nước Tiền Yên và bị chém đầu.
Mộ Dung Bình tấn công Nghiệp Thành. Con Nhiễm Mẫn là thái tử Nhiễm Trí không chống nổi phải cố thủ trong thành. Sau đó tình thế bức bách, Trí sai người sang cầu viện tướng Đông Tấn là Tạ Thượng, nhờ dâng biểu xin hàng Đông Tấn. Tuy nhiên Tạ Thượng không đủ binh lực, bèn tâu về Giang Nam với Tấn Mục đế. Nhà Tấn tuy nhận hàng nhưng vẫn muốn kìm hãm uy thế của Hoàn Ôn nên không cấp tốc phát binh. Vì vậy đến tháng 8 năm 352, Mộ Dung Bình công phá được Nghiệp Thành, bắt được Nhiễm Trí và gia quyến mang về nước Yên.
Nước Nhiễm Ngụy chỉ tồn tại tất cả ba năm (350-352).

## Vua Nhiễm Ngụy
| Miếu hiệu | Thụy hiệu                      | Họ tên           | Trị vì  | Niên hiệu                |
| --------- | ------------------------------ | ---------------- | ------- | ------------------------ |
| Không có  | Vũ Điệu Thiên vương (武悼天王) | Nhiễm Mẫn (冉閔) | 350–352 | Vĩnh Hưng (永興) 350–352 |